# Benin City Challenger
Il Benin City Challenger è stato un torneo professionistico di tennis giocato su campi in cemento. Faceva parte dell'ATP Challenger Series. Si giocava annualmente a Benin City in Nigeria.
Nduka Odizor è il detentore dei record in entrambe le discipline con tre titoli nel singolare e due nel doppio.

## Albo d'oro

### Singolare
| Anno       | Campione         | Finalista             | Punteggio     |
| ---------- | ---------------- | --------------------- | ------------- |
| 1991       | Ugo Colombini    | Yahiya Doumbia        | 6–4, 3–6, 6–4 |
| 1990- 1987 | Non disputato    | Non disputato         | Non disputato |
| 1986 (2)   | Nduka Odizor (3) | Tony Mmoh             | 7–6, 6–2      |
| 1986       | Olli Rahnasto    | Nduka Odizor          | 7–6, 6–7, 6–3 |
| 1985       | Non disputato    | Non disputato         | Non disputato |
| 1984       | Nduka Odizor (2) | Alessandro De Minicis | 6–2, 6–2      |
| 1983       | Nduka Odizor (1) | Ferrante Rocchi       | 6–4, 6–2      |
| 1982       | Gianni Ocleppo   | Nduka Odizor          | 6–3, 6–3      |
| 1981       | Haroon Ismail    | Nduka Odizor          | 7–5, 6–4, 6–3 |

### Doppio
| Anno       | Campioni                       | Finalisti                                 | Punteggio     |
| ---------- | ------------------------------ | ----------------------------------------- | ------------- |
| 1991       | Mark Keil Scott Patridge       | T. J. Middleton Ted Scherman              | 7–5, 6–7, 7–5 |
| 1990- 1987 | Non disputato                  | Non disputato                             | Non disputato |
| 1986 (2)   | Rill Baxter Larry Scott        | Stanislav Birner Jarek Srnensky           | 4–6, 6–3, 6–4 |
| 1986       | Rick Rudeen Todd Witsken       | José Manuel Clavet Juan Antonio Rodríguez | 7–6, 6–3      |
| 1985       | Non disputato                  | Non disputato                             | Non disputato |
| 1984       | Tony Mmoh Nduka Odizor (2)     | Menno Oosting Mark Wooldridge             | walkover      |
| 1983       | Haroon Ismail Nduka Odizor (1) | Jacques Hervet Thierry Pham               | 7–6, 7–6      |
| 1982       | Hans Kary Gianni Ocleppo       | Colin Dowdeswell Haroon Ismail            | walkover      |
| 1981       | Andrew Jarrett Richard Lewis   | Jeremy Dier Haroon Ismail                 | 6–3, 6–4, 7–5 |